# Coeur d’Alene
Coeur d’Alene település az Amerikai Egyesült Államok Idaho államában, Kootenai megyében, melynek megyeszékhelye is. Lakosainak száma 54 628 fő (2020. április 1.).

## Népesség
A település népességének változása:

| 2010 | 44 137 |
| 2020 | 54 628 |